# Ukiernica
Ukiernica (deutsch Ückerhof) ist ein Dorf in der Woiwodschaft Westpommern in Polen.

## Geographische Lage
Das Dorf liegt in Hinterpommern, etwa 40 km südöstlich von Stettin und etwa 15 km östlich von Pyrzyce (Pyritz), über 1 km nördlich des Płoń (Plönesee). 
Durch das Dorf verläuft die von West nach Ost führende Woiwodschaftsstraße 122. Nachbarorte sind im Westen entlang der Woiwodschaftsstraße Lubiatowo (Lübtow), im Norden Żalęcino (Sallentin), im Osten etwas abseits der Woiwodschaftsstraße Moskorzyn (Muscherin) und im Südosten Żuków (Suckow).

## Geschichte
Der Ort, der vermutlich auf ein wendisches castrum zurückgeht,  wurde 1329 durch Herzog Otto I. von Pommern dem Kloster Kolbatz zu Lehen gegeben. Das Dorf lag zunächst getrennt von den übrigen Besitzungen des Klosters, bis das Kloster durch den Erwerb des benachbarten Lübtow  im Jahre 1372 eine Verbindung zum übrigen Klosterbesitz herstellen konnte. Später ging Ückerhof, wie auch Lübtow, dem Kloster Kolbatz wieder verloren, wann und wie ist nicht bekannt.
Ückerhof war im 14. Jahrhundert ein Rittersitz der adligen Familie von der Osten, ab dem 15. Jahrhundert dann ein Lehen der adligen Familie Schöning. In ihrem Lehnsbrief von 1477 war es in der Schreibweise Uckerhaue als selbständiges Gut aufgeführt. Auf der Lubinschen Karte des Herzogtums Pommern von 1618 ist der Ort als Ukerhoff verzeichnet. In Ludwig Wilhelm Brüggemanns Ausführlicher Beschreibung des gegenwärtigen Zustandes des Königlich-Preußischen Herzogtums Vor- und Hinterpommern (1784) wurde Ueckerhof als Rittersitz und Vorwerk unter den adligen Gütern des Pyritzschen Kreises aufgeführt. Damals bestanden hier sieben Haushaltungen („Feuerstellen“), eine Windmühle und ein Eisenbruch. Im 19. Jahrhundert hatte der Landrat August Peter von Schöning, der sich freilich meist in der Stadt Stargard in Pommern aufhielt, hier seinen ländlichen Wohnsitz. 
In Heinrich Berghaus’ Landbuch des Herzogtums Pommern (1868) war Ukerhof als ein Rittergut unter den Ortschaften im ritterschaftlichen Kreis Pyritz aufgeführt. Der Ort zählte damals 58 Einwohner. Neben dem Gut, zu dem ein Herrenhaus in einfach ländlichem Baustil gehörte, bestanden Tagelöhnerwohnungen und eine Windmühle.
Im Jahre 1910 zählte der Gutsbezirk Ückerhof 98 Einwohner.
Später wurde Ückerhof in die Landgemeinde Muscherin eingemeindet. Bis 1945 gehörte Ückerhof als Teil der Gemeinde Muscherin zum Kreis Pyritz der preußischen Provinz Pommern.
Nach dem Zweiten Weltkrieg kam Ückerhof, wie ganz Hinterpommern, an Polen. Es erhielt den polnischen Ortsnamen Ukiernica. Heute bildet der Ort ein eigenes Schulzenamt in der Gmina Przelewice (Gemeinde Prillwitz).

## Persönlichkeiten: Söhne und Töchter des Ortes
- August Ernst von Schöning (1745–1807), Landrat des Kreises Pyritz von 1783 bis 1804
- August Peter von Schöning (1780–1858), Landrat des Kreises Pyritz von 1804 bis 1848